# Velika nagrada Milana 1936
Velika nagrada Milana 1936 je bila deseta neprvenstvena dirka v Sezoni Velikih nagrad 1936. Odvijala se je 28. junija 1936 na milanskem uličnem dirkališču Parco Sempione. 

## Poročilo

### Pred dirko
Achille Varzi je prepričal svoje moštvo Auto Union, da je na dirko zanj pripeljalo en dirkalnik. Glavni konkurenti Varziju za zmago bi naj po napovedih pred dirko bili dirkači Scuderie Ferrari s Taziem Nuvolarijem na čelu. Varzi in Nuvolari, najboljša italijanska dirkača predvojnega obdobja, sta si bila velika konkurenta. Varzi je bil pred dirko zelo optimističen, toda izkazalo se je, da sicer dominantni dirkalnik sezone Auto Union Typ C, ni najbolj prišel do izraza na tem zavitem uličnem dirkališču. 

### Dirka
Po pričakovanjih sta se Varzi in Nuvolari borila skozi celotno dirko za zmago, ki jo je dosegel Nuvolari s prednostjo devetih sekund, Varzi pa je doživel boleč poraz. Za njima so se zvrstili še ostali trije Ferrarijevi dirkači, Giuseppe Farina in Antonio Brivio, ki sta zaostajala za krog, ter Mario Tadini s tremi krogi zaostanka. 

## Rezultati

### Dirka
| Poz | Št | Dirkač             | Moštvo               | Dirkalnik         | Krogi | Čas/Odstop | Št. m. |
| --- | -- | ------------------ | -------------------- | ----------------- | ----- | ---------- | ------ |
| 1   | 44 | Tazio Nuvolari     | Scuderia Ferrari     | Alfa Romeo 12C-36 | 60    | 1:35:56,4  | 1      |
| 2   | 54 | Achille Varzi      | Auto Union           | Auto Union C      | 60    | + 8,8 s    | 2      |
| 3   | 40 | Giuseppe Farina    | Scuderia Ferrari     | Alfa Romeo 12C-36 | 59    | +1 krog    | 5      |
| 4   | 68 | Antonio Brivio     | Scuderia Ferrari     | Alfa Romeo 8C-35  | 59    | +1 krog    | 3      |
| 5   | 52 | Mario Tadini       | Scuderia Ferrari     | Alfa Romeo 8C-35  | 57    | +3 krogi   | 4      |
| 6   | 50 | Clemente Biondetti | Scuderia Maremmana   | Alfa Romeo P3     | 56    | +4 krogi   | 6      |
| 7   | 42 | Piero Dusio        | Scuderia Torino      | Maserati 6C-34    | 53    | +7 krogov  | 10     |
| 8   | 60 | Sergio Banti       | Scuderia Maremmana   | Alfa Romeo Monza  | 52    | +8 krogov  | 9      |
| 9   | 56 | Giovanni Battaglia | Privatnik            | Alfa Romeo P3     | 52    | +8 krogov  | 11     |
| Ods | 10 | Jacques de Rham    | Scuderia Maremmana   | Alfa Romeo P3     | 0     | Trčenje    | 12     |
| Ods | 1  | Vittorio Belmondo  | Privatnik            | Alfa Romeo P3     | 0     | Trčenje    | 8      |
| Ods | 5  | Eugenio Siena      | Scuderia Torino      | Maserati 6C-34    |       |            | 7      |
| DNA | 36 | Tommaso Tenni      | Officine A. Maserati | Maserati 6C-34    |       |            |        |
| DNA | 38 | Luigi Pages        | Privatnik            | Alfa Romeo Monza  |       |            |        |
| DNA | 46 | ?                  | Officine A. Maserati | Maserati 6C-34    |       |            |        |
| DNA | 64 | Luigi Villa        | Privatnik            | Bugatti T35B      |       |            |        |
| DNA | 66 | Emilio Romano      | Privatnik            | Bugatti T51       |       |            |        |